# Johann von Diest
Johann von Diest (* 6. April 1598 in Altena; † 1665) war Kurfürstlich-Brandenburgischer Geheimrat und Kurator der Universität Duisburg.

## Leben und familiäres Umfeld
Johann von Diest entstammte einer protestantischen westfälischen Familie Diest, die besonders im 17. und 18. Jahrhundert in den brandenburg-preußischen Besitzungen in Westfalen und am Niederrhein (Kleve, Mark und Ravensberg) sowohl in der Staatsverwaltung als auch im Wirtschaftsleben eine bedeutende Rolle spielte. Er wurde am 6. April 1598 in Altena als Sohn und 7. überlebendes Kind des Rentmeisters von Altena Simeon Tegeler von Diest (1536–1605), Erwerber des Eisenerzbergwerkes ,Ziegenkamp‘ bei Plettenberg, und der Anna von der Beck (1565–1648) geboren. Johann von Diest studierte die Rechte und wurde zum Dr. jur. promoviert. Er war viermal verheiratet und hatte 6 überlebende (von 15) Kinder.

## Laufbahn in brandenburgischen Diensten
Johann von Diest widmete sich sein ganzes Leben lang dem Dienst in seiner Vaterstadt Altena und dem Dienst in der kurfürstl.-brandenburgischen Verwaltung. Bereits 1632 ist er nicht nur Bürgermeister von Altena, sondern auch brandenburgischer Rat. Zugleich ist er Deputierter der Städte der Grafschaft Mark und Amtswalter des Grafen von Schwarzenberg in dessen reichsunmittelbarer Herrschaft Gimborn-Neustadt.
Er steigt, vom Vertrauen seines Kurfürsten getragen, schnell weiter auf. So wird er bereits 1634 brandenburgischer Geheimrat in Emmerich und Kurator der Landesuniversität Duisburg. Von 1652 bis zu seinem Tod im Jahre 1665 bekleidete er das Amt eines Vizekanzlers und Direktors der kleve-märkischen Regierung.

## Wirtschaftliche Betätigung
Johann von Diest war von Hause aus ein reicher Mann. Er beschränkte sich aber nicht nur auf die Verwaltung seines ererbten Vermögens. Schon 1634 pachtete er von der Stadt Altena den Drahtstapel und wurde ferner der Begründer des Salzwerkes in Werdohl und wurde so ein Vorreiter für die industrielle Entwicklung im späteren Ruhrgebiet. Kurfürst Friedrich Wilhelm von Brandenburg erkannte seine wirtschaftliche Begabung und belehnte ihn deshalb 1662 mit sämtlichen Bergwerken des Hammer Kirchspiels.